# 田中那實
田中那實（日语：／ Tanaka Tomomi，12月7日—）是日本福岛县出身的女聲優。Raccoon Dog所屬。

## 略曆
畢業於Pro-Fit聲優養成所。自2018年4月起加入Pro-Fit。
由於所屬的Pro-Fit事務所在2022年3月底結束經營管理業務（自同年4月1日起生效），因此轉籍至Raccoon Dog。
2023年5月20日，宣布成為女性聲優組合「ALiCE Eyez」的成員之一。

## 人物
興趣是唱卡拉OK和吹小號。專長則是擁有參加全國大賽經歷的羽毛球。持有醫療操作員的資格。寫字慣用右手，而吃飯時則慣用左手。
方言是福島方言。

## 演出作品
※粗體字為主要角色。

### 電視動畫
2018年
- 廢柴王子（村民A[8]）
- 魔法少女網站（女學生A[8]、女學生B）
- 偶像活動Friends！（女子高中生、仁科妮可[8]）

2020年
- 偶像活動 on Parade！（仁科妮可）
- 突擊莉莉 BOUQUET（秦祀）

2021年
- 偶像活動Planet！
- 憂國的莫里亞蒂（少女A、市民）
- 美少年偵探團（觀眾）
- 白沙的Aquatope（小孩、一般客）

2022年
- 戀上換裝娃娃（EVENT參加者）
- 式守同學不只可愛而已（女性）
- IDOLiSH7 Third BEAT!（女性B）

2023年
- 為了養老，我要在異世界存8萬枚金幣（精品店店長）
- 躍動青春（弓田、實行委員長）
- 【我推的孩子】（SNS的聲音）
- 放學後失眠的你（觀眾）
- 聖者無雙～上班族的異世界生存之道～（莉普涅婭[9]）
- 其實，我是最強的？（捧場者）
- 咒術迴戰 懷玉·玉折 / 澀谷事變（普通人、改造人）
- 聖女魔力無所不能（女僕）
- 靠著魔法藥水在異世界活下去！（夏露露）

2024年
- 神明渴求著遊戲。（使徒）
- Re:Monster（哥布林）
- 吸血鬼男子宿舍（姐姐）
- 不時輕聲地以俄語遮羞的鄰座艾莉同學（女學生）
- 名偵探柯南（女孩子）

2025年
- 在沖繩喜歡上的女孩方言講得太過令人困擾（比嘉、小孩）
- 鬼人幻燈抄（店員）

### 劇場版動畫
- 酷愛電影的龐波小姐（2021年）
- 劇場版 少女☆歌劇 レヴュースタァライト（2021年）
- 鈴芽之旅（2022年）

### 網路動畫
- 憑依変身レイス
- 浪漫殺手（2022年、女學生、同級生女子、前園雪花[10]）

### 電子遊戲
2018年
- 企業☆女孩（スズカ・オトナシ[11]）
- 諾亞幻想 魔法少女 P.E.T.S！（サラ[12]、竜田翠子[13]）
- 代達洛斯：黃金爵士樂的覺醒（莉莉[14]）

2019年
- 蒼之三國志（貂蟬[15]）

2021年
- 東方彈幕神樂（露米婭[16]）
- 時間守護者（ビアンカ）
- Pokémon MEZASTAR（タルモ[17]）

2022年
- 突擊莉莉 Last Bullet（秦祀[18]）
- 燐光のレムリア 星空の絆（ペーレ[19]、ハメディ）
- 新楓之谷（ナイトロード〈女〉、シャドー〈女〉[20]）
- 幻獸契約Cryptract（リタ[21]）
- 英雄傳說 黎之軌跡II -緋紅原罪-（馬提爾達）
- 碧藍航線（2022年 - 2023年、曼徹斯特[22]）
- 棕色塵埃（デイジー[23]）

2023年
- Action對魔忍（仙玄望早希）
- 蔚藍色法則[24]
- 魔女之泉R[25]

2024年
- 奏でて女子校（トゥーランドット[26]）
- 棕色塵埃2（班塔娜[27]、黎维塔[28]）
- 聖獸之王（傭兵（タイプA）/ NPC）
- 麗露婭與夏夏的純白謊言[29]
- goHELLgo 去地獄（末井泉水[30]）
- Crash Fever（ジェンナー[31]）
- 奇妙人生：雙重曝光（ロレッタ・ライス[32]）

## 外部連結
- 田中 那實｜Raccoon Dog 官方網站